# غندي خوري العليا (توت ندة)
غندي خوري العلیا (بالفارسية: گندی‌خوری علیا) هي قرية تقع في إيران في قسم توت ندة الريفي. يقدر عدد سكانها بـ 96 نسمة .